# Italienisch-Türkischer Krieg
Tripolis – Mechiya Oasis – Al-Hani – Preveza – Kuwayfia – Tobruk – Ain Zara – Al-Qunfudha – Beirut – Al-Fwaihat – Derna – Rhodos – Zanzur – Misrata – Sidi Bilal
Der Italienisch-Türkische Krieg, Osmanisch-Italienische Krieg oder Tripolitanienkrieg (seltener Tripoliskrieg, italienisch Guerra di Libia ‚Libyenkrieg‘; türkisch Trablusgarp Savaşı ‚Tripolitanienkrieg‘) war ein militärischer Konflikt zwischen dem Königreich Italien und dem Osmanischen Reich, der vor allem im Mittelmeer und in Nordafrika ausgetragen wurde. Er begann mit der italienischen Kriegserklärung am 29. September 1911 und endete mit dem Frieden von Ouchy am 18. Oktober 1912. In ihm trat das Osmanische Reich Tripolitanien, die Cyrenaika und den Dodekanes an Italien ab.
Der Krieg gilt als wesentliche Eskalationsstufe auf dem Weg in den Ersten Weltkrieg. Die Schwächung des Osmanischen Reichs entfremdete Italien seinen bisherigen Partnern im Dreibund, denn das Deutsche Kaiserreich betrachtete die Türkei als Partner und Österreich-Ungarns Lage wurde durch die Ergebnisse der Balkankriege erschwert, zu denen sich Serbien, Bulgarien, Griechenland und Montenegro durch den absehbaren italienischen Sieg ermutigt sahen. Die Annäherung Italiens an die Triple Entente brachte das bis dahin herrschende geopolitische Gleichgewicht der Großmächte in Europa erheblich ins Wanken. Sie ließen sich zunehmend in regionale Konflikte hineinziehen, statt diese einzudämmen.

## Vorgeschichte

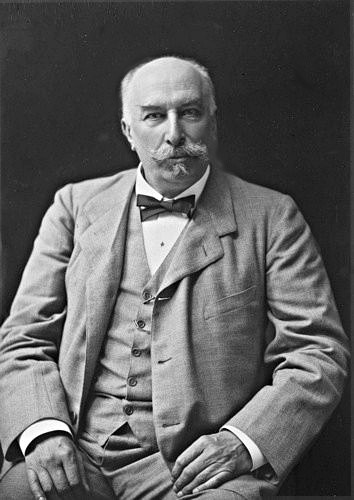
Premierminister Giovanni Giolitti (1842–1928)

Zu Beginn des 20. Jahrhunderts war das Königreich Italien ein Land mit vielen wirtschaftlichen und sozialen Problemen. Die industrielle Entwicklung konnte nicht mit derjenigen der westlichen Staaten mithalten; die Bevölkerung war größtenteils arm und der Staatshaushalt unausgeglichen; Protestbewegungen wurden von der Regierung teilweise mit Gewalt unterdrückt, während das geltende Zensuswahlrecht große Teile der Bevölkerung vom politischen Leben ausschloss. Als direkte Folge davon wählten allein zwischen 1901 und 1911 etwa 1,6 Millionen Italiener den Weg der Auswanderung nach Südamerika und in die Vereinigten Staaten.
Vor diesem Hintergrund entstand die von der nationalistisch-intellektuellen Associazione Nazionalista Italiana propagierte Idee, durch eine koloniale Expansion die sozialen Probleme des Landes zu lösen. Die großen Tageszeitungen griffen den Vorschlag auf und erklärten, die zum Osmanischen Reich gehörigen Provinzen Tripolitanien und Cyrenaika seien für die italienischen Auswanderer günstige und heimatnahe Alternativen zum amerikanischen Kontinent, denn dort gebe es genügend fruchtbares Land. Dies entsprach allerdings nicht den Tatsachen, da lediglich die dicht besiedelten Küstenregionen überhaupt fruchtbaren Boden boten.
Die italienische Regierung unter Premierminister Giovanni Giolitti griff diese populären Ideen im Spätsommer 1911 auf, während das Parlament noch in der Sommerpause war. Der Krieg gegen das Osmanische Reich sollte von den innenpolitischen Problemen ablenken und die Beliebtheit der Regierung steigern. Außenpolitisch erschien das Vorgehen zu diesem Zeitpunkt als günstig. Während Italiens Partner im Dreibund, also Österreich-Ungarn und das Deutsche Reich, eine italienische Aggression in Nordafrika ablehnten – Berlin missfiel die Vorstellung eines Konflikts seines Partners Italien mit dem befreundeten Osmanischen Reich, in Wien warnte Außenminister Aehrenthal vor unerwünschten Konsequenzen auf dem Balkan – ermunterten insbesondere Russland und der britische Außenminister Edward Grey die Italiener in ihren Plänen. Sie sahen darin sowohl eine Schwächung des osmanischen Einflusses als auch einen Ausdruck der italienischen Unstetigkeit innerhalb des Dreibunds. Die Bedenken Berlins und Wiens beeindruckten die italienische Regierung nicht, die Signale aus London und Sankt Petersburg bestärkten sie hingegen. Das Osmanische Reich galt insgesamt als schwach, und es schien der italienischen Regierung unwahrscheinlich, dass es in der Lage sein würde, nennenswerten Widerstand zu leisten. So stellte sie der Hohen Pforte am 26. September 1911 ein Ultimatum, das die sofortige Abtretung Tripolitaniens und der Cyrenaika forderte. Als Sultan Mehmed V. (1844–1918) die Forderungen zurückwies, erfolgte am 29. September die offizielle Kriegserklärung der italienischen Regierung.

## Kriegsverlauf

### Gefechte und Gräuel

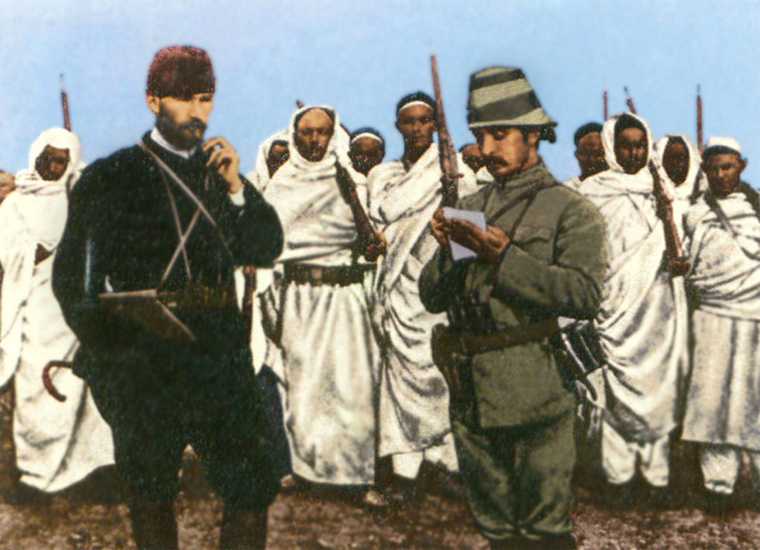
Atatürk (links) während des Krieges in Tripolitanien

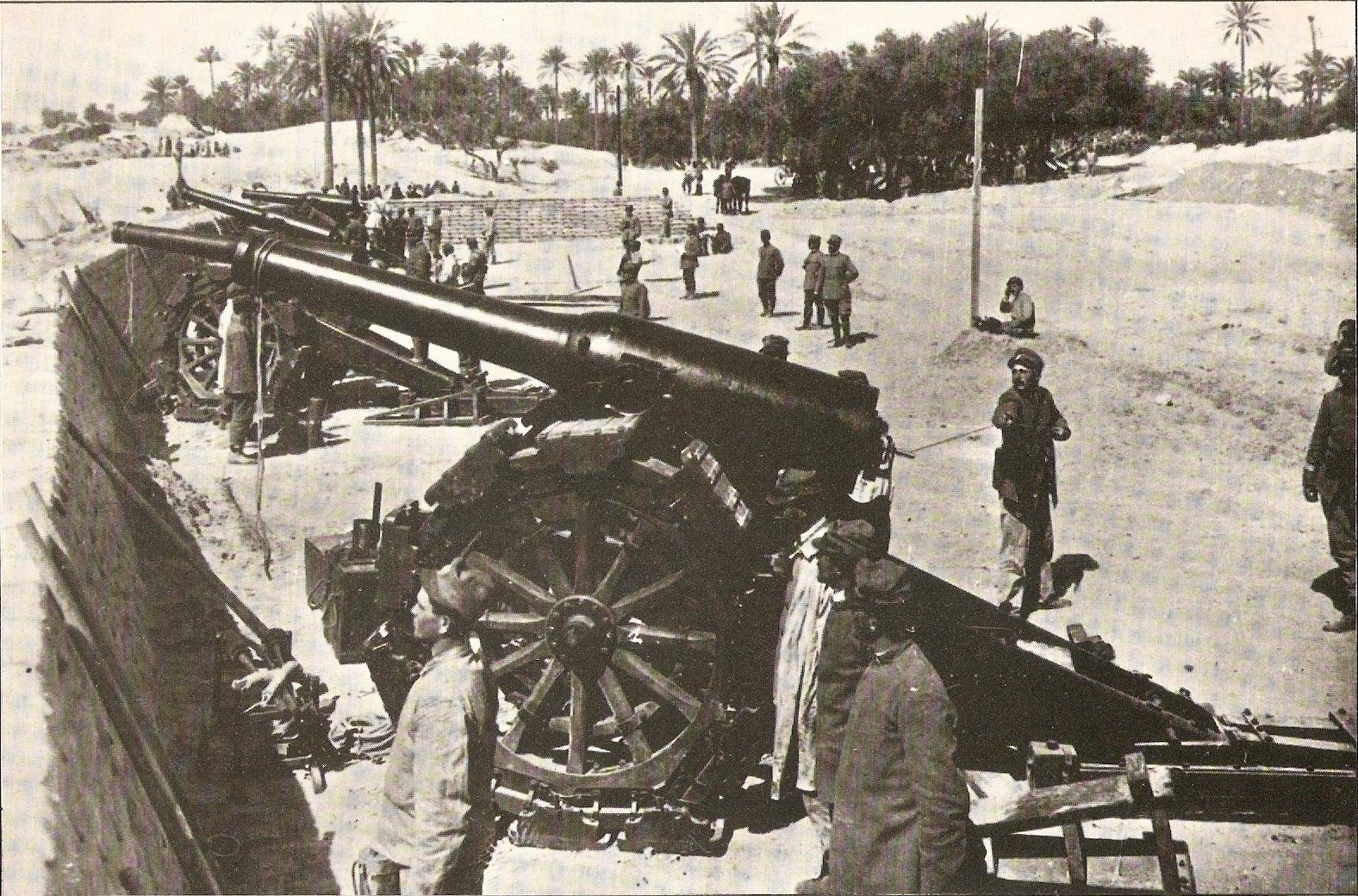
Italienische Geschütze vor Tripolis, 1911

Zunächst versuchte die italienische Marine, die Seeherrschaft in der Adria und im Ionischen Meer zu sichern. Am 29. und 30. September 1911 wurden drei osmanische Torpedoboote vor der albanischen Küste versenkt, woraufhin die italienischen Schiffe fast ungehindert bis zur osmanischen Küste patrouillieren konnten. Damit war die osmanische Regierung der Möglichkeit beraubt, Verstärkungen auf dem Seeweg nach Nordafrika zu bringen.
Danach wandten sich die Italiener mit einem Expeditionsheer von etwa 40.000 Mann gegen Tripolitanien, wo sie am 3. Oktober mit dem Beschuss der Stadt Tripolis begannen. Am folgenden Tag landeten italienische Truppen unter General Carlo Caneva und nahmen die Stadt ein. Ebenfalls am 4. Oktober fiel das nur schwach verteidigte Tobruk in italienische Hand. Bis zum 14. Oktober wurden schließlich auch Derna und alle anderen wichtigen Küstenorte Tripolitaniens und der Cyrenaika, wie Homs und Bengasi, eingenommen.
Anders als erwartet, begrüßte die einheimische Bevölkerung, die unter der osmanischen Herrschaft relativ unabhängig lebte, die Italiener nicht als Befreier, sondern als feindliche Invasoren. Auch der einflussreiche Sanussiya-Orden, der zuvor mit der osmanischen Verwaltung konkurriert hatte, beteiligte sich am Kampf gegen die Invasoren. Die lokalen Stämme der Araber und Berber zogen sich zusammen mit den wenigen osmanischen Truppen ins Landesinnere zurück. Nach der verlustreichen Schlacht bei Sciara Sciat (nahe Tripolis) am 23. Oktober 1911, bei der fast 400 Italiener fielen, ließ Caneva das Kriegsrecht ausrufen und die italienischen Besatzungstruppen gingen in aller Härte gegen die arabische Bevölkerung vor, die sie des Verrats bezichtigten. Dabei wurden innerhalb von fünf Tagen wahllos tausende Araber erschossen, deren Hütten verbrannt und das Vieh beschlagnahmt. Auch in den folgenden Wochen führte die Besatzungsmacht Massenhinrichtungen auf öffentlichen Plätzen durch und deportierte etwa 4.000 Araber auf Strafinseln wie Tremiti und Ponza. Trotzdem kamen die italienischen Vorstöße in den folgenden Monaten nicht über die Küstenoasen hinaus. Stattdessen musste die Truppenstärke bis auf 100.000 Mann erhöht werden.
Da sich Italien in den nordafrikanischen Provinzen, die es am 5. November 1911 formell annektiert hatte, nunmehr in einer Pattsituation befand, versuchte es mit Hilfe der Flotte, das Osmanische Reich zum Friedensschluss zu zwingen. Die italienischen Verbände griffen am 7. Januar 1912 im Roten Meer die Hafenstadt Hodeida an und vernichteten in deren Hafen sieben veraltete osmanische Kanonenboote. Am 24. Februar folgte ein kleineres Gefecht vor Beirut, in dem die italienischen Panzerkreuzer Varese, Garibaldi und Ferruccio das alte osmanische Küstenpanzerschiff Avn-i-Illah und ein Torpedoboot versenkten. Doch auch danach weigerte sich die osmanische Regierung, die italienischen Forderungen anzunehmen. Die italienische Marineführung entschloss sich deshalb zum Angriff auf die osmanischen Küstengewässer selbst. Am 18. April 1912 beschoss sie die Küstenforts am Eingang der Dardanellen und im Mai eroberte sie gegen geringen Widerstand die Insel Rhodos und die umliegenden kleineren Inseln (= Dodekanes).
Im Rahmen der Kampfhandlungen wurden zum ersten Mal in der Geschichte auch Fliegerbomben eingesetzt.

### Krieg im Jemen
Anfang des 20. Jahrhunderts erlangte Muhammad bin Ali al-Idrisi in Sabya und Umgebung religiösen Einfluss. Er befriedete die sich dort befehdenden Stämme und sicherte sich ihre Gefolgschaft. Muhammad al-Idrisi stieg so zum faktischen Herrscher in dieser Region auf, das formal Bestandteil des osmanischen Vilâyet Jemen war, blieb aber dem Osmanischen Reich zunächst loyal. Nachdem 1908 neue Steuern erhoben worden, rief Muhammad al-Idrisi zum Aufstand auf, dem sich einige umliegende Stämme anschlossen. Dies war der Beginn eines zehnjährigen Konflikts zwischen den Idrisiden, die Anhänger Muhammads waren, und den Osmanen, der erst durch den Zusammenbruch des Osmanischen Reiches ein Ende fand.
Mithilfe der Unterstützung des Emirs von Mekka, Hussein bin Ali, konnten im Juli 1911 die Idrisiden geschlagen und aus Abha vertrieben werden. Um den Aufstand endgültig niederzuschlagen, war im September 1911 von den Osmanen ein weiterer Feldzug vorbereitet worden, der aber wegen der italienischen Kriegserklärung nicht verwirklicht werden konnte. Bereits in den ersten Tagen des Osmanisch-Italienischen Krieges waren italienische Kriegsschiffe auf dem Roten Meer aktiv. Am 2. Oktober 1911 bombardierten die Kanonenboote Arethusa und Vulturno die Küstenstadt Hudaida, was zum Kriegseintritt der Zaiditen auf Seiten des Osmanischen Reiches führte. Einige zaiditische Stämme liefen aber zu den Idrisiden über, denn noch einige Monate zuvor hatten auch die Zaiditen gegen die Osmanen revoltiert.
Angesichts eines gemeinsamen Feindes kam es zu einer militärischen Kooperation zwischen Italien und den Idrisiden. Anfang Oktober 1911 zog sich der osmanische Kommandeur Muhammad Ali Pascha aus der Stadt Dschāzān zurück, da er eine gemeinsame Operation der Italiener und der Idrisiden gegen seine Truppen befürchtete. Daraufhin wurde die Stadt kampflos von den Idrisiden eingenommen. Die italienische Flotte konzentrierte sich in den nächsten Monaten auf die Bombardierung und Blockade feindlicher Häfen an der Küste Jemens. Im Februar 1912 erhielten die Idrisiden von den Italienern sieben Geschütze, 3000 veraltete Gewehre, Geld und Lebensmittel. Mit Artillerieunterstützung italienischer Kriegsschiffe wurde am 29. Februar Maidi eingenommen. Dort wurde eine Flotte von elf Schiffen zusammengestellt und bewaffnet, die im Juni die Osmanen von den Farasan-Inseln vertreiben konnte. Nach einem Sieg über die Truppen von Faisal bin Hussein eroberten die Idrisiden im Juni Muhail. Der Angriff auf Qunfuda konnte aber abgewehrt und so ein weiteres Eindringen in das Gebiet des Emirats Mekka verhindert werden.
Nach dem Ende des Osmanisch-Italienischen Kriegs waren sowohl die Osmanen als auch die Idrisiden an weiteren kriegerischen Maßnahmen nicht interessiert. Mit dem Friedensschluss am 18. Oktober 1912 zwischen dem Osmanischen Reich und Italien verloren die Idrisiden ihre einzige Nachschubsquelle und ihren einzigen (informellen) Verbündeten. Die Osmanen wiederum waren militärisch durch den Balkankrieg gebunden, so dass keine Kräfte für einen Feldzug gegen die Aufständischen aufgebracht werden konnten. Beide Parteien traten in Verhandlungen, die aber im Mai 1913 aufgrund der überhöhten Forderungen seitens Muhammad bin Ali al-Idrisis scheiterten, woraufhin sich die Revolte der Idrisiden fortsetzte.

### Bilanz

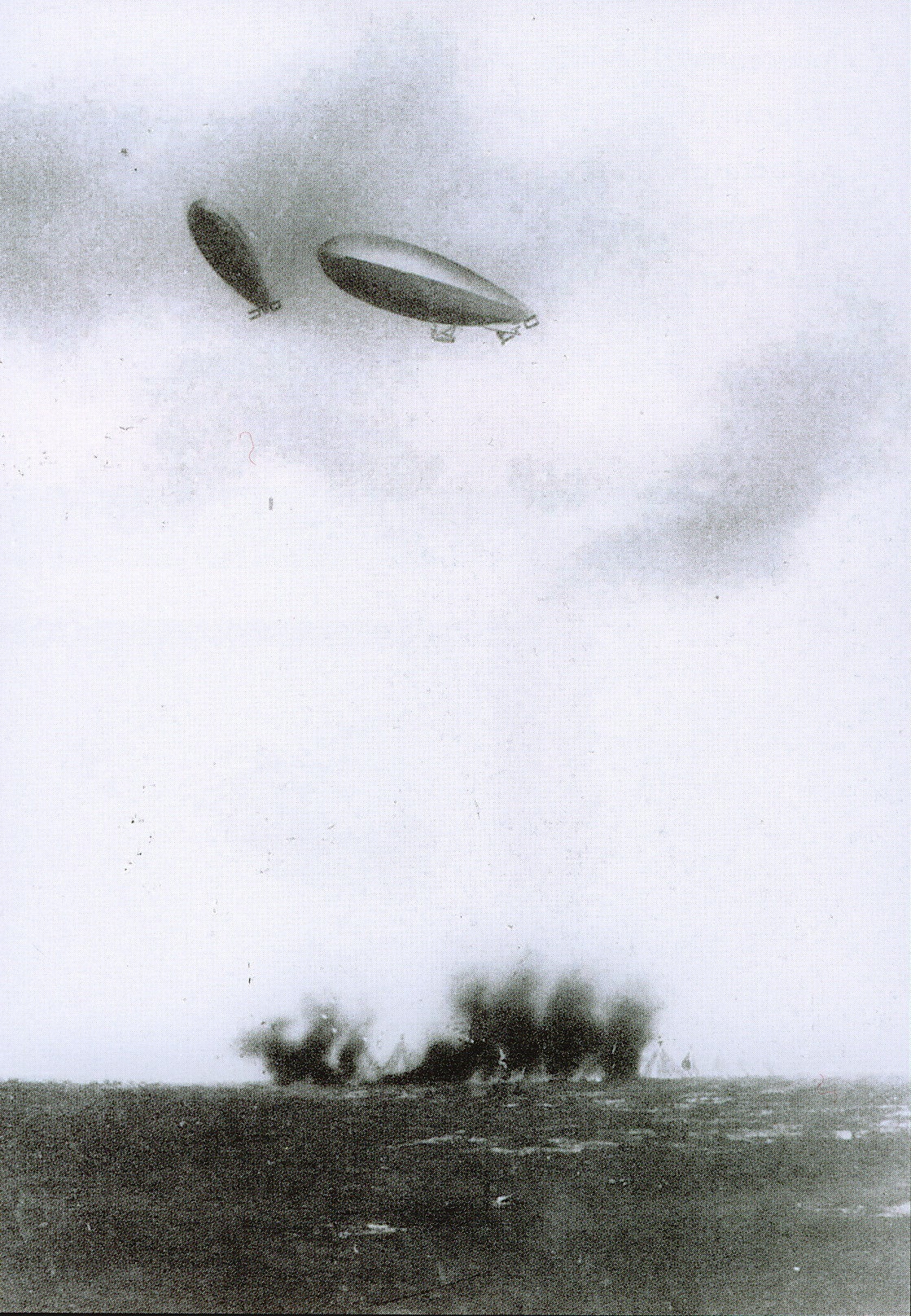
Italienische Luftschiffe bombardieren osmanische Positionen in Libyen

Bereits zeitgenössische Publikationen nahmen an, dass sich die italienischen Verluste vom 3. Oktober 1911 bis zum 2. März 1912 auf 536 gefallene Offiziere und Soldaten sowie 324 Vermisste beliefen. Bis zum Ende des Kriegszustandes mit dem Osmanischen Reich am 18. Oktober 1912 beliefen sich die Gesamtverluste auf 1.432 gefallene italienische Soldaten.
Die Verluste der osmanisch-arabischen Truppen und Bevölkerung können nur geschätzt werden. Den offiziellen italienischen Angaben zufolge verloren diese allein in den ersten drei Wochen des Krieges 4.300 Mann im Vergleich zu 118 Italienern. Der sowjetische Historiker Boris Zesarewitsch Urlanis wies allerdings später darauf hin, dass die Gefechtsverluste der Araber im Durchschnitt immer etwa dreimal höher gelegen hätten als diejenigen der italienischen Truppen. Die Gesamtverluste der osmanisch-arabischen Truppen wären also mit etwa 4.500 Mann zu veranschlagen. Hinzu kam die Zahl getöteter arabischer Zivilisten, welche noch schwerer zu schätzen ist, aber schon von den Zeitgenossen als sehr hoch angenommen worden ist. Lenin (1870–1924) bezeichnete den ganzen Krieg deshalb, als „ein vervollkommnetes, zivilisiertes Massaker, ein Abschlachten der Araber mit neuzeitlichsten Waffen“ und nannte eine Zahl von 14.800 getöteten Arabern.
Während des Krieges war es sowohl zum ersten Aufklärungsflug wie auch zum ersten Luftangriff der Geschichte mit Flugzeugen des Typs Blériot XI gekommen. Am 23. Oktober erkundete Hauptmann Carlo Piazza eine osmanische Stellung bei Bengasi aus der Luft. Am 1. November 1911 warf Leutnant Giulio Cavotti über zwei Oasen bei Tripolis die ersten 2-Kilogramm-Bomben auf lebende Ziele ab. Der Angriff diente keinem militärischen Zweck, sondern geschah im Rahmen der „Vergeltungsaktionen“ gegen die arabische Bevölkerung nach dem Gefecht bei Sciara Sciat. Im März 1912 kehrte Piazza mit den ersten Fotografien anlässlich eines Aufklärungsflugs zurück.

## Friedensschluss und Folgen

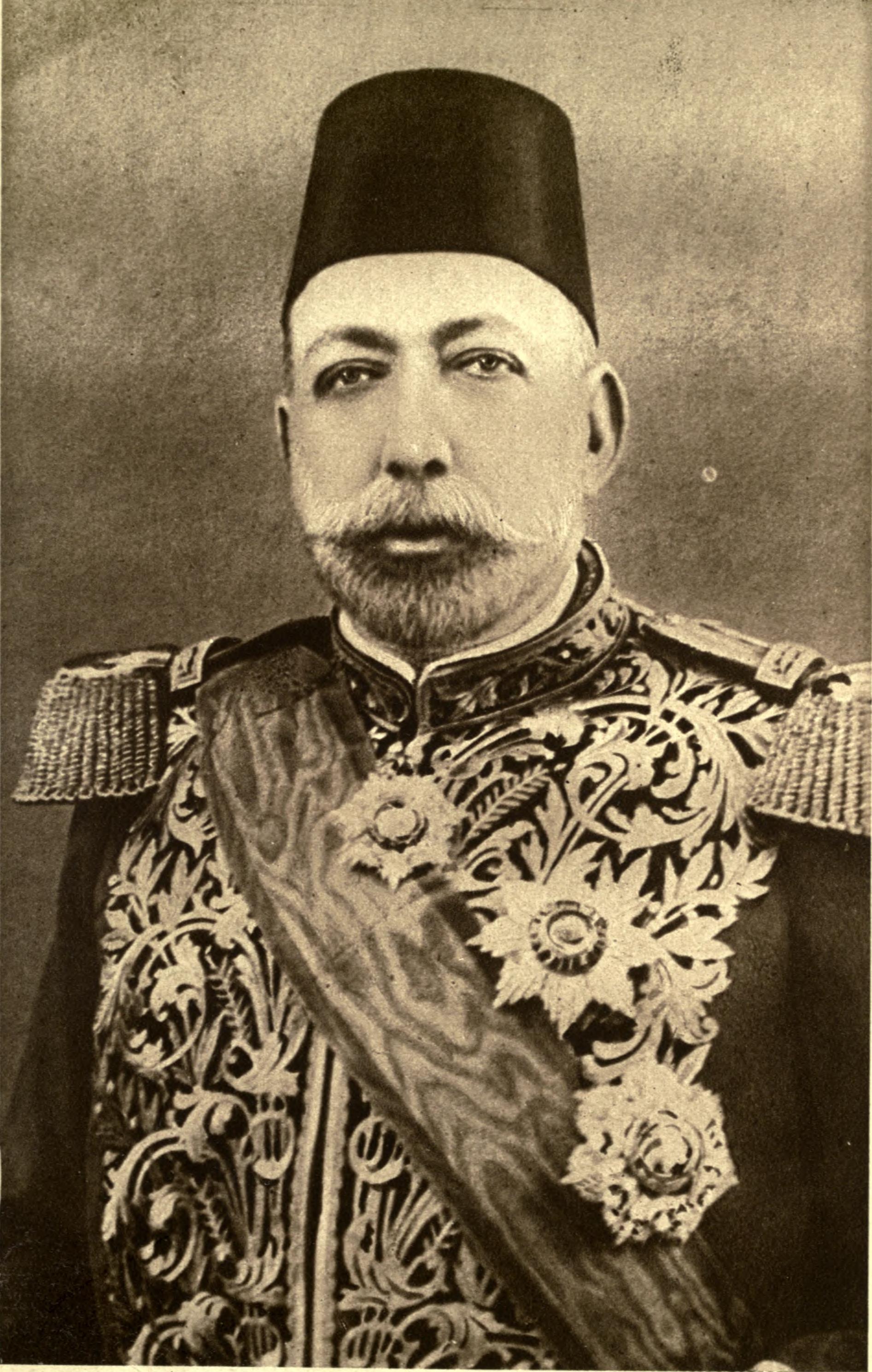
Sultan Mehmed V. (1844–1918)

Der Krieg gegen Italien offenbarte die Schwäche des Osmanischen Reiches. In direkter Folge davon verbündeten sich im Frühjahr 1912 die Länder Serbien, Bulgarien, Montenegro und Griechenland im Balkanbund gegen die Hohe Pforte und griffen im Oktober des gleichen Jahres an, der Erste Balkankrieg brach aus. Diese Bedrohung der Nordgrenze stellte für die osmanische Regierung eine größere und massivere Bedrohung dar als der auf entlegene Provinzen zielende italienische Kolonialismus. Sie fand sich deshalb im Herbst zu Friedensverhandlungen bereit. Am 18. Oktober 1912 wurden im Stadtteil Ouchy in Lausanne die Friedensbedingungen vereinbart. Im sogenannten Frieden von Ouchy musste das Osmanische Reich Tripolitanien und die Cyrenaika an Italien abtreten, während Italien den Rückzug vom Dodekanes und Rhodos zusagte, zu dem es aber nicht kam.
Nach dem Abschluss des Friedensvertrages konzentrierte sich die italienische Armee auf die systematische Unterwerfung der neuen Kolonie. Das Osmanische Reich unterstützte insgeheim auch nach dem Abschluss des Friedens die lokale arabische Widerstandsbewegung in Nordafrika, der hauptsächlich vom sufistischen Sanussiya-Orden getragen wurde. Dessen Anführer Ahmad asch-Scharif nutzte sein hohes geistliches Ansehen, um zum Djihad gegen die fremden Invasoren, nicht nur in Libyen, sondern in der ganzen muslimischen Welt aufzurufen.
Faktisch gelang es den Italienern nicht, die Macht im Land gegen örtliche Rebellengruppen zu halten. Zwar schoben sie von Tripolis aus bis Juli 1913 ihre Posten zum Fessan vor, jedoch waren die Versorgungslinien überdehnt und anfällig für Angriffe libyscher Widerstandskämpfer. Innerhalb weniger Wochen war die kurze italienische Besetzung des Fessan beendet. Im August 1913 schlugen die Senussi unter der Führung von Ahmad asch-Scharif zu. Die Garnisonen der Italiener in den Oasen Adiri sowie Ubari wurden massakriert und die Festung Sabha zurückerobert. Die restlichen italienischen Truppen im Fessan mussten zum Schutz ins französische Algerien fliehen.
Aufgrund des zähen Widerstandes konnten die italienischen Kolonialtruppen bis zum Beginn des Ersten Weltkrieges nur ein Drittel des heutigen libyschen Staatsgebietes unter ihre Kontrolle bringen. Als danach zahlreiche Truppen nach Europa verschifft werden mussten, gerieten die italienischen Streitkräfte vollends in die Defensive. Im Sommer 1915 waren nur noch Tripolis und Homs unter italienischer Herrschaft.
Unter Benito Mussolini konzentrierte sich Italien ab 1922 erneut auf die Eroberung von Kolonien. Zu ihrer Legitimation führten die italienischen Faschisten an, dass „eine überbevölkerte Nation ohne Bodenschätze ein natürliches Recht besitze, Kompensationen in Übersee zu suchen“. Als Vorbild diente dabei das Römische Reich. Neu an der Konzeption war, dass sie nicht nur auf eine Unterwerfung der Stämme zielte, sondern auch auf deren Vertreibung aus den fruchtbaren Küstenregionen, um Platz für italienische Kolonisten zu schaffen. Enteignungen und Vertreibungen waren deshalb an der Tagesordnung, während die mit modernem Kriegsgerät ausgestattete Besatzungsmacht mit äußerster Härte gegen Guerillas und Aufständische vorging. Dabei kam es ab 1928 auch zum Einsatz von Giftgas. Um die Widerstandsbewegung ihrer Basis zu berauben, wurden im Sommer 1930 etwa 100.000 arabische Halbnomaden deportiert und in 15 Konzentrationslagern in der Wüste interniert. Dort starben bis zum Sommer 1933 knapp die Hälfte der Insassen. Im Januar 1932 galten Tripolitanien und die Cyrenaika schließlich als „befriedet“. Doch bereits 1943, nach der Niederlage der Achsenmächte in Nordafrika während des Zweiten Weltkrieges, wurden beide Gebiete unter französisch-britische Verwaltung gestellt und schließlich 1951 als Libyen in die Unabhängigkeit entlassen.